# Morning Musume no Hyokkori Hyōtanjima
Singles de Morning Musume
Koko ni Iruzee!
(2002) As For One Day
(2003)
Morning Musume。no Hyokkori Hyōtanjima (モーニング娘。のひょっこりひょうたん島, , ou … Hyotanjima, … Hyoutanjima) est le 17e single du groupe féminin de J-pop Morning Musume, sorti le 19 février 2003 au Japon sur le label zetima.

## Présentation
Le single est produit par Tsunku. Il atteint la 4e place du classement Oricon, et reste classé pendant 28 semaines, pour un total de 151 342 exemplaires vendus durant cette période. Il sort également au format "single V" (VHS et DVD) le même jour.
La chanson-titre est une reprise d'une chanson des années 1960 servant de générique à une émission télévisée pour enfants, Hyokkori Hyōtanjima, avec des paroles de Hisashi Inoue et Yaushisa Yamamoto, sur une musique de Seichirō Urano. Cette reprise figure uniquement sur le deuxième album compilation du groupe, Best! Morning Musume 2 de 2004. La chanson en "face B" est écrite par Tsunku.

## Formation
Membres du groupe créditées sur le single :
- 1er génération : Kaori Iida, Natsumi Abe
- 2e génération : Kei Yasuda, Mari Yaguchi
- 4e génération : Rika Ishikawa, Hitomi Yoshizawa, Nozomi Tsuji, Ai Kago
- 5e génération : Ai Takahashi, Asami Konno, Makoto Ogawa, Risa Niigaki

## Titres
Single CD
1. Morning Musume no Hyokkori Hyōtanjima (モーニング娘。のひょっこりひょうたん島?)
2. Hōseki Bako (宝石箱?)
3. Morning Musume no Hyokkori Hyōtanjima (Instrumental) (モーニング娘。のひょっこりひょうたん島...?)

Single V (VHS/DVD)
1. Morning Musume no Hyokkori Hyōtanjima (モーニング娘。のひょっこりひょうたん島?)
2. Making Eizô (メイキング映像?)